# Nostra Signora di Guadalupe a Monte Mario (titolo cardinalizio)
Nostra Signora di Guadalupe a Monte Mario (in latino: Titulus Sanctae Mariae de Guadalupe in Monte Malo) è un titolo cardinalizio istituito da papa Paolo VI il 17 aprile 1969. Il titolo insiste sulla chiesa di Nostra Signora di Guadalupe a Monte Mario, la quale fu costruita tra il 1928 e il 1932 dalle Figlie di Maria Immacolata di Guadalupe e fu elevata a sede parrocchiale nel 1936 con il decreto Dominici gregis del cardinale vicario Francesco Marchetti Selvaggiani. La parrocchia è retta dal clero diocesano di Roma.
Dal 18 febbraio 2012 il titolare è il cardinale Timothy Dolan, arcivescovo di New York.

## Titolari
Si omettono i periodi di titolo vacante non superiori ai 2 anni.
- Miguel Darío Miranda y Gómez (28 aprile 1969 - 15 marzo 1986 deceduto)
- Franz Hengsbach (28 giugno 1988 - 24 giugno 1991 deceduto)
  - Titolo vacante (1991 - 1994)
- Adolfo Antonio Suárez Rivera (26 novembre 1994 - 22 marzo 2008 deceduto)
  - Titolo vacante (2008 - 2012)
- Timothy Dolan, dal 18 febbraio 2012